# Lesley Sibner
Lesley Millman Sibner, née le 13 août 1934 à New York et décédée le 11 septembre 2013,, est une mathématicienne américaine et professeure de mathématiques à l'université polytechnique de New York. Elle obtient sa licence en mathématiques au City College CUNY. Elle passe son doctorat au Courant Institute NYU en 1964 sous la tutelle conjointe de Lipman Bers et Cathleen Synge Morawetz. Sa thèse traite d'équations aux dérivées partielles de type mixte,.

## Carrière dans la recherche
Après une brève carrière dans le théâtre, Sibner obtient sa licence de Beaux-Arts en 1959. Elle ne découvrira son intérêt pour les mathématiques que plus tard, lors d'un stage obligatoire de calcul pour sa majeure en arts libéraux. Elle rencontrera son mari, Robert Sibner, pendant ses études au City College, alors étudiant diplômé en mathématiques, enseignant en tant que conférencier au département de physique.
En 1964, Lesley Sibner commence à enseigner pour deux ans à l'université Stanford. L'année suivante, elle reçoit la bourse Fulbright de l'institut Henri-Poincaré à Paris. À cette époque, en plus du travail qu'elle effectue seule sur l'équation d'Euler-Tricomi (en) et les flux compressibles (en), elle commence à travailler avec son mari à un problème suggéré par Lipman Bers : Existe-t-il des flux compressibles sur une surface de Riemann ? Au cours de son travail à ce sujet, elle étudie la géométrie différentielle et la théorie de Hodge, ce qui la mène à prouver le théorème non linéaire de Hodge-de Rham avec Robert Sibner, en se basant sur une interprétation physique des formes harmoniques unidimensionnelles appliquées à des variétés compactes (en). Les méthodes utilisées sont en lien avec le travail qu'elle avait déjà réalisé sur les flux compressibles. Le couple Sibner continue de travailler sur des problèmes en lien et des applications de ce travail majeur pendant de nombreuses années.
En 1967, elle rejoint la faculté de l'université polytechnique de New York, située à Brooklyn. En 1969, elle prouve le théorème de l'indice morse pour des opérateurs elliptiques en élargissant la classique théorie de Sturm-Liouville. 
Entre 1971 et 1972, elle passe un an à l'Institute for Advanced Study où elle rencontre Michael Atiyah et Raoul Bott. Elle réalise alors qu'elle peut appliquer ses conséquences en analyse pour résoudre des problèmes en géométrie liés au théorème du point fixe d'Atiyah–Bott (en). En 1974, Lesley et Robert Sibner produisent une preuve constructive du théorème de Riemann-Roch.
Karen Uhlenbeck suggère à Lesley Sibner de travailler sur l'équation de Yang-Mills. Entre 1979 et 1980, elle se rend à l'université Harvard où Clifford Taubes l'instruit à propos de la théorie de jauge. Cela conduit à des résultats concernant des points singuliers dans l'équation de Yang-Mills et les équations de Yang–Mills–Higgs (en). L'intérêt de Lesley Sibner pour les singularités la conduit à s'intéresser plus profondément à la géométrie, la menant à une classification des connexions singulières et à une condition pour retirer les singularités bidimensionnelles à travers une étude avec Robert Sibner.
Réalisant que les instantons peuvent sous certaines conditions être considérés comme des monopoles mathématiques (en), les Sibner et Uhlenbeck construisent, en 1989, les points critiques instables et non-minimaux de la fonction de Yang-Mills sur une quatre-sphère. Elle est invitée à présenter ce travail au festival de géométrie (en) à Stony Brook. En 1991, elle reçoit la bourse Bunting au Radcliffe Institute for Advanced Study. Au cours des décennies suivantes, Lesley Sibner se concentre sur la théorie de jauge et les instantons gravitationnels. Si ses recherches paraissent très physiques, à travers toute sa carrière, Lesley Sibner aura appliqué l'intuition physique pour prouver d'importants théorèmes de topologie et de géométrie.

## Prix et distinctions
En 1994 elle est lauréate de la Conférence Noether.
En 2012, elle rejoint l'American Mathematical Society.

## Sélection d'articles
- L. M. Sibner, « A remark on the question of uniqueness for the Tricomi problem », Proc. Amer. Math. Soc., vol. 19,‎ 1968, p. 541–543 (DOI 10.2307/2035829)
- L. M. Sibner, « A generalization of the Morse index theorem to a class of degenerate elliptic operators », J. Math. Mech., vol. 19,‎ 1970, p. 37–40 (DOI 10.1512/iumj.1970.19.19004)
- L. M. Sibner et R. J. Sibner, « A non-linear Hodge-de-Rham theorem », Acta Math., vol. 125,‎ 1970, p. 57–73 (DOI 10.1007/bf02392330)
- L. M. Sibner et R. J. Sibner, Contributions to analysis (a collection of papers dedicated to Lipman Bers), New York, Academic Press, 1974, 401–405 p., « A constructive proof of the Riemann-Roch theorem for curves »
- L. M. Sibner et R. J. Sibner, « Nonlinear Hodge theory: applications », Adv. Math., vol. 31, no 1,‎ 1979, p. 1–15 (DOI 10.1016/0001-8708(79)90016-1)
- L. M. Sibner, « The isolated point singularity problem for the coupled Yang–Mills equations in higher dimensions », Math. Ann., vol. 271, no 1,‎ 1985, p. 125–131 (DOI 10.1007/bf01455801)
- (en) L. M. Sibner « On removable point singularities of coupled Yang–Mills fields » (1986) 
— (Berkeley, Calif., 1983))
— « (ibid.) », dans Nonlinear functional analysis and its applications, Part 2, Providence, RI, Amer. Math. Soc., coll. « Proc. Sympos. Pure Math. » (no 45), p. 371–375.
- L. M. Sibner et R. J. Sibner, « Classification of singular Sobolev connections by their holonomy », Comm. Math. Phys., vol. 144, no 2,‎ 1992, p. 337–350 (DOI 10.1007/bf02101096)
- L. M. Sibner, R. J. Sibner et K. Uhlenbeck, « Solutions to Yang-Mills equations that are not self-dual », PNAS, vol. 86, no 22,‎ 1989, p. 8610–8613 (PMID 16594082, PMCID 298336, DOI 10.1073/pnas.86.22.8610)
- L. M. Sibner et R. J. Sibner, « Classification of singular Sobolev connections by their holonomy », Comm. Math. Phys., vol. 144, no 2,‎ 1992, p. 337–350 (DOI 10.1007/bf02101096)